# Jutta Oltmanns

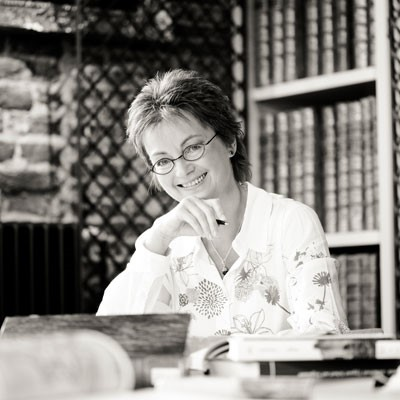
Jutta Oltmanns (2013)

Jutta Oltmanns (* November 1964 in Warsingsfehn, Niedersachsen) ist eine deutsche Schriftstellerin.

## Leben und Werk
Jutta Oltmanns wuchs in Ostfriesland auf und sprach bereits als Kind das ostfriesische Platt. Neben ihrer beruflichen Tätigkeit im Verwaltungsbereich begann sie 1998 zu schreiben. Mittlerweile hat die Autorin sieben historische Romane veröffentlicht, dazu eine Vielzahl von Kurzgeschichten, Lyrik und Liedertexten. Beim Schreiben auf Niederdeutsch legt Oltmanns besonderen Wert auf ein reines unverfälschtes „Platt“. Die Autorin ist Mitglied im Schrieverkring Weser-Ems.
Als Gruppe Tiedenwies umrahmt sie gemeinsam mit ihrem Lebensgefährten Roland Dubberke ihre Lesungen musikalisch, vorzugsweise mit Liedern aus Renaissance und Barock. Jutta Oltmanns lebt in Warsingsfehn/Ostfriesland und arbeitet hauptberuflich bei der Bundesanstalt für Verwaltungsdienstleistungen in Aurich.

## Veröffentlichungen

### Romane

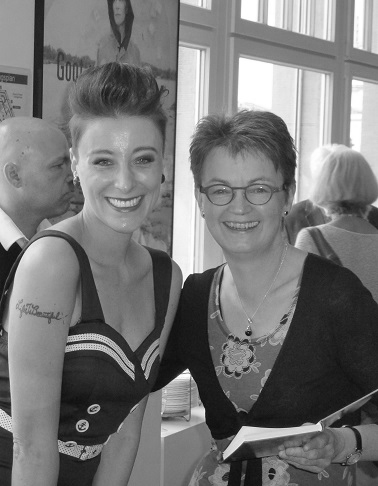
Annie Heger und Jutta Oltmanns bei der Preisverleihung des NDR Wettbewerbs "Vertell doch mal"

- Die Lerche des Himmels. Roman (Taschenbuch). Heyne Taschenbuchverlag, München 2019, ISBN 978-3-453-42172-1.
- Die Dufthändlerin. Roman (Taschenbuch). Heyne Taschenbuchverlag, München 2016, ISBN 978-3-453-47132-0.
- Windstochter. Roman (Taschenbuch). Heyne Taschenbuchverlag, München 2014, ISBN 978-3-453-40984-2.
- Tochter des Windes. Roman (Hardcover). Weltbild, Augsburg 2013 (unter Windstochter 2014 als Taschenbuch veröffentlicht). ISBN 978-3-86365-503-7.
- Tochter der Insel. Roman (Taschenbuch). Heyne Taschenbuchverlag, München 2011, ISBN 978-3-453-47108-5.
- Das Geheimnis der Inselrose. Roman (Taschenbuch). Heyne Taschenbuchverlag, München 2010, ISBN 978-3-453-40698-8.
- Die Friesenrose. Roman (Hardcover). Fredebold und Fischer, Köln 2009, ISBN 978-3-939674-23-8.
- Die Rückkehr des Kreuzfahrers. Roman (Taschenbuch). Knaur Taschenbuch Verlag, München 2006, ISBN 3-426-62859-7.
- Die Rückkehr des Kreuzfahrers. Roman (Hardcover). Moments Verlag, Köln 2004, ISBN 3-937670-15-7.
- Durch das Meer der Zeit. Roman (Taschenbuch). Area, Erftstadt 2003 (unter Die Schattensucherin 2002 erstmals veröffentlicht). ISBN 978-3-89996-118-8.
- Die Schattensucherin. Roman (Taschenbuch). Hebus Verlag, Leer 2002, ISBN 3-935083-13-0.

### Hoch- und niederdeutsche Lyrik, Prosa und Musik

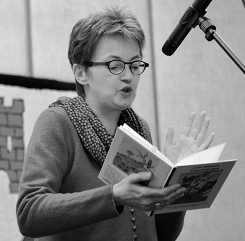
Jutta Oltmanns während einer Benefizveranstaltung am 18. Dezember 2015

- Krinthstuut tegen Windstillte, De Schatt, Eerdmanntje-Ies un Töverduutjes, Heinke. Waar Woorden wahr worden, Diesel Verlag Emden 2020, ISBN 978-3-934835-40-5.
- Harvst, De Klaverveer. Kalender für Ostfriesland 2020, SKN 2019, ISBN 978-3-944841-58-8.
- Hörbuch "Ginster" – Geschichten von Martha Köppen-Bode. Publiziert vom Arbeitskreis Spurensuche, 2019
- Diener des Zorns. Dreizehn Mythen – Dreizehn Verbrechen, SKN 2019, ISBN 978-3-944841-39-7.
- Lyrik (aus Wachters tüsken de Welten). Kalender für Ostfriesland 2019, SKN 2018, ISBN 978-3-944841-55-7.
- Lyrik (aus Wachters tüsken de Welten).Klaus-Groth-Gesellschaft Jahrbuch 2018, Boysens. ISBN 978-3-8042-0982-4.
- ... und eine Rose blüht im Winter. Kalender für Ostfriesland 2018, SKN 2017, ISBN 978-3-944841-44-1.
- Wachters tüsken de Welten (Bildband). Quickborn Verlag 2017, ISBN 978-3-87651-443-7.
- Eistöchter. Sieben Meere – Sieben Verbrechen, SKN 2017, ISBN 978-3-944841-39-7.
- Das Geschenk. Kalender für Ostfriesland 2017, SKN 2016, ISBN 978-3-944841-33-5.
- Im Silberlicht des Mondes. Zwölf Speisen – Zwölf Verbrechen, SKN 2016, ISBN 978-3-944841-29-8.
- Tant Kea kummt! Kalender für Ostfriesland 2016, SKN 2015, ISBN 978-3-944841-19-9.
- Rosengöör un Maanschien (CD mit Begleitheft). Selbstverlag 2015.
- Eerdmanntje-Ies un Töverduutjes. Wunnerwark, Diesel Verlag Emden 2015, ISBN 978-3-934835-26-9.
- Swiermaidje. Vertell doch mal – Op de Straat, Wachtholtz 2015, ISBN 978-3-529-04869-2.
- Der Fluch des Vogtes. Siebeneinhalb Inseln – Siebeneinhalb Verbrechen, SKN 2015, ISBN 978-3-944841-15-1.
- Swartbunt hett dusend Klören. Selbstverlag 2015.
- Schwarzweiß hat tausend Farben. Selbstverlag 2015.
- Was machen die Kinder im Winter? Kalender für Ostfriesland 2015, SKN 2014, ISBN 978-3-944841-05-2.
- Zwarte Piet. Elf Bräuche – Elf Verbrechen, SKN 2014, ISBN 978-3-939870-19-7.
- Krinthstuut tegen Windstillte. Kalender für Ostfriesland 2014, SKN 2014, ISBN 978-3-939870-06-7.
- Gefährliche Heimkehr. Zehn Türme – Zehn Verbrechen, SKN 2013, ISBN 978-3-939870-78-4.
- Schummertied an d´ Deep. EJK 125 – Kanalgeschichten, Brune Mettcker 2013, ISBN 978-3-87542-080-7.
- Leselust und Sternenstaub. Verzettelt, Diesel Verlag Emden 2012, ISBN 978-3-934835-16-0.
- `n Lüüntje is an de Hemel to Huus. Verzettelt, Diesel Verlag Emden 2012, ISBN 978-3-934835-16-0.
- Eerdmanntje-Ies un Töverduutjes. Ruugfröst Söötesnuut, Diesel Verlag Emden 2011, ISBN 978-3-934835-09-2.
- Schicksalsschwestern. Neun Gemäuer – Neun Verbrechen, SKN 2012, ISBN 978-3-939870-99-9.
- Bei Nacht und Nebel. Acht Siele – Acht Verbrechen, SKN 2011, ISBN 978-3-939870-89-0.
- Bildband Ostfriesland (Texte). Stadtbildverlag Leipzig 2010, ISBN 978-3-942146-03-6.
- Matts Langohr is nich möi. Geschichten voller Farben, Terre des Homes 2008, ISBN 978-3-924493-81-3.
- Dat gleinigrood Undeer. Wind, SKN 2009, ISBN 978-3-939870-20-3.
- Toversken. Unner de Buukreem, Diesel Verlag Emden, 2006. 3-934835-06-6
- Diverse Veröffentlichungen und Beiträge in der Literaturzeitschrift Diesel und im Ostfriesland Magazin.

### Projekte
- Wachters tüsken de Welten – Gedichten un Gedachten mank Hemel un Eer. Lyrik, inspiriert durch uralte Engelfiguren auf ostfriesischen Friedhöfen, 2016.
- Skulpturen und Prosa. Inspiriert durch eine Stahlskulptur von Mario Kusel entstand die Erzählung Neptuns Töchter. 2014.
- De lüttje Spöök. Übersetzung aus Das kleine Gespenst von Otfried Preußler, für eine gleichnamige Kindertanzaufführung, 2013.
- Tiedenwies. Im Duo mit Roland Dubberke entwickelt Jutta Oltmanns musikalische Begleitprogramme zu ihren Lesungen.

## Auszeichnungen und Preise
- 2019: 3. Platz beim Klaus-Groth-Preis der Stadt Heide für Tüsken güstern un vandaag.
- 2018: Borsla-Preis der Borsla-Vereinigung für niederdeutsche Sprache und Literatur in Bösel für Wat Neeis wagen.
- 2017: Erster Preis beim Schreibwettbewerb Sola Scriptura des Ev. Kirchenkreises Wittenberg für Die zwölfte Nonne.
- 2016: Freudenthal-Preis für Wachters tüsken de Welten.
- 2015: Besondere Würdigung der Freudenthal-Gesellschaft für Rosengöör un Maanschien.
- 2015: Preis des NDR-Wettbewerbs „Vertell doch mal“ (3. Platz) für Swiermaidje.
- 2015: Johann-Friedrich-Dirks-Preis der Stadt Emden für Swartbunt hett dusend Klören – Vertellsel ut dat Levend van´n Asperger Autist.
- 2011: Nominiert für den DeLiA – Literaturpreis mit dem Roman Das Geheimnis der Inselrose.
- 2008: Jahrespreis des Arbeitskreises Ostfriesischer Autorinnen und Autoren.